# 292 (tal)
292 är det naturliga talet som följer 291 och som följs av 293.

## Inom vetenskapen
- 292 Ludovica, en asteroid.

## Inom matematiken
- 292 är ett jämnt tal.
- 292 är ett palindromtal.